# 克拉斯諾耶湖 (列寧格勒州)
60°33′24″N 29°42′02″E / 60.5566°N 29.7005°E

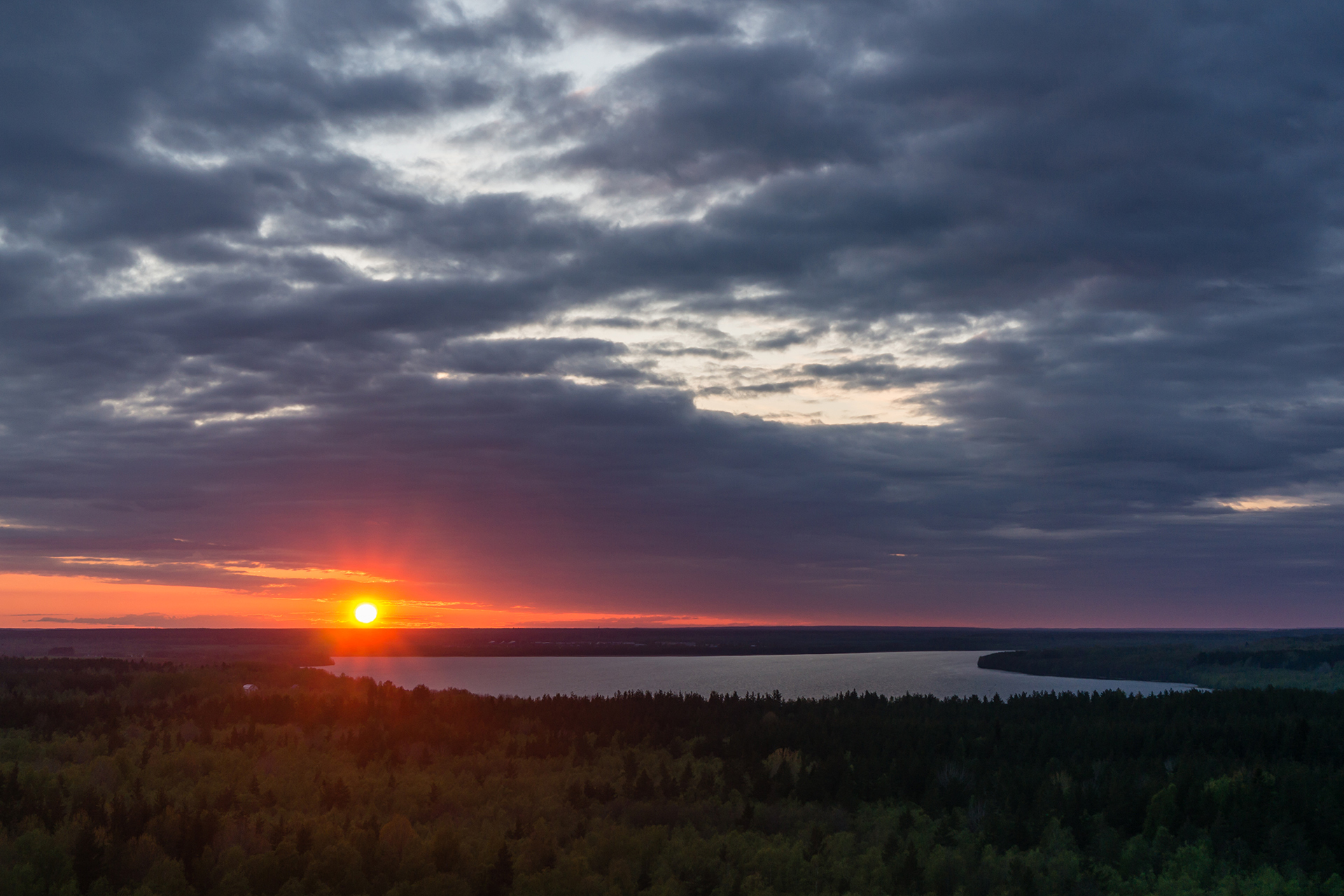

克拉斯諾耶湖（俄语：Красное），是俄羅斯的湖泊，位於該國西北部，由列寧格勒州負責管轄，處於卡累利阿地峽，屬於沃克西河流域的一部分，長6.9公里、寬2.8公里，面積9平方公里。